# Меєрзон Жозеф Ісакович
Жозеф Ісакович (Ісаакович) Меєрзон (31 жовтня 1894, місто Веліж Вітебської губернії, тепер Смоленської області, Російська Федерація — розстріляний 10 лютого 1938, місто Москва, тепер Російська Федерація) — радянський партійний діяч, відповідальний секретар Тульського губернського комітету РКП(б), 2-й секретар Закавказького крайового комітету ВКП(б). Член Комісії партійного контролю при ЦК ВКП(б) у 1934—1937 роках.

## Життєпис
Народився в єврейській міщанській родині. Закінчив класичну гімназію і чотири курси фізико-математичного факультету Московського університету. Працював вчителем.
Член Бунду з березня 1917 по липень 1918 року. Був головою Веліжської організації «Бунду».
20 жовтня 1918 засуджений Вітебським губернським революційним трибуналом на 1 рік ув'язнення за контрреволюційну діяльність, амністований.
Член РКП(б) з січня 1919 року.
У лютому — серпні 1919 року — секретар, член організаційної комісії Веліжського повітового комітету РКП(б) Вітебської губернії.
У серпні 1919 — вересні 1920 року — секретар, член президії Вітебського губернського комітету РКП(б).
У вересні — грудні 1920 року — завідувач відділу агітації і пропаганди, член президії Рязанського губернського комітету РКП(б).
У грудні 1920 — травні 1923 року — відповідальний секретар Тульського губернського комітету РКП(б).
З 1923 року — ректор Середньоазіатського комуністичного університету в Ташкенті.
У листопаді 1925 — лютому 1928 року — відповідальний інструктор ЦК ВКП(б).
У лютому 1928 — 5 січня 1930 року — заступник завідувача організаційно-розподільного відділу ЦК ВКП(б).
З лютого 1930 року — відповідальний редактор журналу «Партийное строительство» в Москві.
15 жовтня 1931 — жовтень 1932 року — завідувач організаційно-інструкторського відділу ЦК ВКП(б).
17 жовтня 1932 — 31 травня 1934 року — 2-й секретар Закавказького крайового комітету ВКП(б).
У лютому — жовтні 1934 року — заступник керівника групи залізничного транспорту Комісії партійного контролю при ЦК ВКП(б) у Москві.
У жовтні 1934 — липні 1937 року — керівник групи залізничного транспорту Комісії партійного контролю при ЦК ВКП(б) у Москві.
У липні — жовтні 1937 року — керівник групи транспорту і зв'язку Комісії партійного контролю при ЦК ВКП(б) у Москві.
23 жовтня 1937 року заарештований органами НКВС. Засуджений Воєнною колегією Верховного суду СРСР 8 лютого 1938 року до страти, розстріляний 10 лютого 1938 року. Похований на полігоні «Комунарка» біля Москви.
14 травня 1955 року реабілітований, 28 лютого (13 березня) 1956 року посмертно відновлений у партії.